# Torey Hayden
Victoria Lynn Hayden, nota come Torey L. Hayden (Livingston, 21 maggio 1951), è una psicologa infantile e docente universitaria statunitense, che ha scritto una serie di libri basati sulle proprie esperienze con bambini problematici.
Tra gli argomenti trattati nei suoi libri ci sono l'autismo, la sindrome di Tourette, abusi sessuali, la sindrome alcolica fetale e il mutismo elettivo (che adesso viene chiamato mutismo selettivo), in cui è specializzata.
Poco dopo aver scritto il suo libro più celebre, Una bambina, Hayden si è trasferita in Galles nel 1980 e ha sposato uno scozzese due anni dopo. Nel 1985, è nata la loro figlia Sheena. Attualmente è divorziata.

## Libri in edizione originale (storie vere)
- One child (1980)
- Someone else's kids (1981)
- Murphy's boy (1983)
- Ghost girl (1991)
- Tiger's child (1995)
- Just another kid (1998)
- A beautiful child (2001)
- Twilight children (2004)
- Lost child (2019)
- The invisible girl (2021)

## Libri in edizione italiana (Corbaccio)
- Una bambina (1993) - titolo originale "One child", tradotto da Silvia Piraccini
- Come in una gabbia (1994) - titolo originale "Murphy's boy", tradotto da Silvia Piraccini
- Una bambina e gli spettri (1994) - titolo originale "Ghost child", tradotto da Piero Cavallari
- La figlia della tigre (1995) - titolo originale "Tiger's child", tradotto da Silvia Piraccini
- Figli di nessuno (1997) - titolo originale "Someone else's kids", tradotto da Silvia Piraccini
- Una di loro (1998) - titolo originale "Just another kid", tradotto da Elisa Frontori
- Una bambina bellissima (2001) - titolo originale "A beautiful child", tradotto da Silvia Piraccini
- Bambini del silenzio (2004) - titolo originale "Twilight children", tradotto da Valeria Galassi
- Una bambina perduta (2020) - titolo originale "Lost child", tradotto da Chiara Brovelli
- La ragazza invisibile (2022) - titolo originale "The invisible girl", tradotto da Lucia Corradini

## Romanzi
- Il gatto meccanico (1999) - titolo originale The mechanical cat (1998)
- La cosa veramente peggiore (2003) - titolo originale the very worst thing (2003)
- La foresta dei girasoli (2009) - titolo originale The sunflower forest (2008)
- L'innocenza delle volpi (2012) - titolo originale Innocent foxes (2011)

## Saggi
- I bambini di Torey Hayden. L'esperienza e gli insegnamenti della «maestra dei casi difficili» (con Marlowe Michael J.)

## Film
- Untamed love di Paul Aaron, del 1995, con Cathy Lee Crosby - tratto da Una bambina
- Trappola silenziosa di Michael Tuchner, del 1986, con Kiefer Sutherland e Marsha Mason - tratto da Come in una gabbia